# Rivière La Bruère
Pour les articles homonymes, voir Bruère.
Ne doit pas être confondu avec Rivière Bruyère.
La rivière La Bruère est un affluent du lac Bruyère, coulant dans la ville de Rouyn-Noranda, dans la région administrative de l’Abitibi-Témiscamingue, au Québec, au Canada.
La foresterie et l’agriculture s’avèrent la principale activité économique du secteur ; les activités récréotouristiques arrivent en second.
Annuellement, la surface de la rivière est généralement gelée de la mi-novembre à la fin avril, néanmoins, la période de circulation sécuritaire sur la glace est habituellement de la mi-décembre à la mi-avril.

## Géographie
Les bassins versants voisins sont :
- côté nord : rivière Kinojévis, lac Dufault, rivière Dufault ;
- côté est : lac Bruyère, lac Kinojévis, rivière Kinojévis ;
- côté sud : rivière Bellecombe, rivière Beauchastel ;
- côté ouest : lac Pelletier, lac Gamble, lac Opasatica.

L’embouchure du petit lac de tête est situé à :
- 1,8 km au sud-est du centre du village de Granada ;
- 9,4 km à l'ouest de la confluence de la rivière La Bruère avec le lac Bruyère ;
- 5,2 km à l'ouest de l’embouchure du lac Bruyère ;
- 6,6 km au sud du centre-ville de Rouyn-Noranda ;
- 39,8 km au nord-ouest de la confluence de la rivière Kinojévis avec la rivière des Outaouais[1].

À partir de l’embouchure du lac de tête, la rivière La Bruère coule sur 9,4 km selon les segments suivants :
- 1,4 km vers le nord-ouest, jusqu’à l’embouchure d’un petit lac (altitude : 288 m) ;
- 3,3 km vers le nord-est, en coupant la route de Granada et en formant du arc orienté vers le nord où le cours de la rivière traverse trois petits lacs, jusqu’à la décharge du lac Bouzan (venant du nord) ;
- 3,4 km vers le sud-est en recueillant le cours d’eau Cousineau (venant du sud-ouest) et en serpentant jusqu’à la route des Pionniers ;
- 1,3 km vers l'est en formant un S, jusqu’à son embouchure[2].

L’embouchure de la rivière La Bruère se situe du côté est du hameau Rivière-La Bruère :
- 35,5 km au nord-ouest de la confluence de la rivière Kinojévis et de la rivière des Outaouais ;
- 33,9 km au sud-est du lac Chassignolle ;
- 9,0 km au sud-est du centre-ville de Rouyn-Noranda ;
- 23,6 km au sud-est du lac Opasatica.

La rivière La Bruère se déverse sur la rive nord-ouest du lac Bruyère. De là, le courant traverse le lac Bruyère sur 3,9 km vers le sud-est, soit sur sa pleine longueur. Puis le courant se déverse sur la rive ouest du lac Kinojévis lequel est traversé par la rivière Kinojévis, un affluent de la rive nord de la rivière des Outaouais.

## Toponymie
Le toponyme rivière La Bruère a été officialisé le 5 décembre 1968 à la Commission de toponymie du Québec, soit lors de sa création.